# Организация за хармонизиране на търговското право в Африка
Организацията за хармонизиране на търговското право в Африка (на френски: Organisation pour l'Harmonisation en Afrique du Droit des Affaires, OHADA) е регионална организация в Африка със седалище в Яунде, Камерун.
Създадена е в Порт Луи (Мавриций) от държави от Западна и Централна Африка с цел хармонизиране на търговското право на 17 октомври 1993 г.
Целта е да се улеснят и насърчат чуждестранните инвестиции в държавите членки. Законите, разработени от организацията, регулират стопанските отношения.

## Държави членки
Първоначално договорът е подписан от 14 държави, по-късно се присъединяват Коморските острови и Гвинея, а след тях и Демократична република Конго от 13 септември 2012 г.
Към тази организация може да се присъедини всяка държава, независимо дали тя е или не е член на Африканския съюз.
- Бенин[2]
- Буркина Фасо[2]
- Габон[2]
- Гвинея[2]
- Гвинея-Бисау[2]
- Екваториална Гвинея[2]
- Камерун[2]
- Коморски острови[2]
- Демократична република Конго
- Република Конго[2]
- Кот д'Ивоар[2]
- Мали[2]
- Нигер[2]
- Сенегал[2]
- Того[2]
- Централноафриканска република[2]
- Чад[2]